# Vattenfall Cyclassics 2012
17. edycja wyścigu kolarskiego Vattenfall Cyclassics odbyła się w dniu 19 sierpnia 2012 roku i liczyła 245,9 km. Start i meta wyścigu znajdowała się w Hamburgu. Wyścig ten znajduje się w rankingu światowym UCI World Tour 2012.

## Uczestnicy
Na starcie wyścigu stanęło 20 ekip. Wśród nich znalazło się osiemnaście ekip UCI World Tour 2012 oraz dwie inne zaproszone przez organizatorów.
| Numery | Kod | Drużyna                 |
| ------ | --- | ----------------------- |
| 1-8    | SKY | Sky Procycling          |
| 11-18  | LTB | Lotto-Belisol           |
| 21-28  | AST | Pro Team Astana         |
| 31-38  | LIQ | Liquigas-Cannondale     |
| 41-48  | KAT | Team Katusha            |
| 51-58  | OPQ | Omega Pharma-Quick Step |
| 61-68  | BMC | BMC Racing Team         |
| 71-78  | RNT | RadioShack-Nissan       |
| 81-88  | OGE | Orica-GreenEDGE         |
| 91-98  | GRS | Garmin-Sharp            |

| Numery  | Kod | Drużyna                     |
| ------- | --- | --------------------------- |
| 101-108 | MOV | Movistar Team               |
| 111-118 | EUS | Euskaltel-Euskadi           |
| 121-128 | LAM | Lampre-ISD                  |
| 131-138 | RAB | Rabobank Cycling Team       |
| 141-148 | VCD | Vacansoleil-DCM             |
| 151-158 | ALM | Ag2r-La Mondiale            |
| 161-168 | FDJ | FDJ-BigMat                  |
| 171-178 | STB | Team Saxo Bank-Tinkoff Bank |
| 181-188 | ARG | Argos-Shimano               |
| 191-198 | APP | Team NetApp                 |

## Klasyfikacja generalna
| M-ce | Imię i nazwisko      | Kraj      | Drużyna                 | Czas       |
| ---- | -------------------- | --------- | ----------------------- | ---------- |
| 1.   | Arnaud Démare        | Francja   | FDJ-BigMat              | 6h 03' 19" |
| 2    | André Greipel        | Niemcy    | Lotto-Belisol           | + 0"       |
| 3    | Giacomo Nizzolo      | Włochy    | RadioShack-Nissan       | + 0"       |
| 4    | Tom Boonen           | Belgia    | Omega Pharma-Quick Step | + 0"       |
| 5    | Edvald Boasson Hagen | Norwegia  | Sky Procycling          | + 0"       |
| 6    | Mark Renshaw         | Australia | Rabobank Cycling Team   | + 0"       |
| 7    | Heinrich Haussler    | Niemcy    | Garmin-Sharp            | + 0"       |
| 8    | Manuel Belletti      | Włochy    | Ag2r-La Mondiale        | + 0"       |
| 9    | Tom Veelers          | Holandia  | Argos-Shimano           | + 0"       |
| 10   | Borut Božič          | Słowenia  | Pro Team Astana         | + 0"       |